# Maigret tend un piège
Maigret tend un piège is een Frans-Italiaanse film van Jean Delannoy die werd uitgebracht in 1958. 
Het scenario is gebaseerd op de gelijknamige roman (1955) van Georges Simenon.

## Verhaal
Parijs, Le Marais, 1957. De politie slaagt er maar niet in een vrouwenmoordenaar te vatten. Die slaat altijd 's avonds laat toe. Men heeft reeds de lijken van vier alleenstaande vrouwen teruggevonden, allen zijn neergestoken en hun kleren zijn steeds aan flarden gescheurd. 
Commissaris Jules Maigret spant een valstrik. Hij houdt een man aan die zogenaamd bekent dat hij de schuldige is. Hij hoopt dat de echte moordenaar, volgens hem een gefrustreerde maniak, in zijn trots zal geraakt zijn en op de reconstructie van de laatste moord zal opduiken en ... opnieuw zal toeslaan. Daartoe heeft Maigret een flink aantal politiemannen en enkele vrouwelijke politieagenten in burger in Le Marais opgesteld. Die laatsten beantwoorden allemaal aan het type vrouwen dat de moordenaar ombrengt.   

## Rolverdeling
| Acteur           | Personage                                                  |
| ---------------- | ---------------------------------------------------------- |
| Jean Gabin       | commissaris Jules Maigret                                  |
| Annie Girardot   | Yvonne Maurin                                              |
| Jean Desailly    | Marcel Maurin, architect-decorateur, de man van Yvonne     |
| Olivier Hussenot | inspecteur Lagrume                                         |
| Lucienne Bogaert | Adèle Maurin, de moeder van Marcel                         |
| Gérard Séty      | Georges 'Jojo' Vacher                                      |
| André Valmy      | inspecteur Lucas                                           |
| Lino Ventura     | inspecteur Torrence                                        |
| Paulette Dubost  | Mauricette Barberot, de slagerin                           |
| Alfred Adam      | Barberot, de slager                                        |
| Jeanne Boitel    | Louise, de vrouw van Maigret                               |
| Jean Tissier     | de journalist van Paris-Presse                             |
| Jean Debucourt   | Camille Guimard, de directeur van de gerechtelijke politie |
| Guy Decomble     | de valse beschuldigde                                      |